# Illustris-Projekt

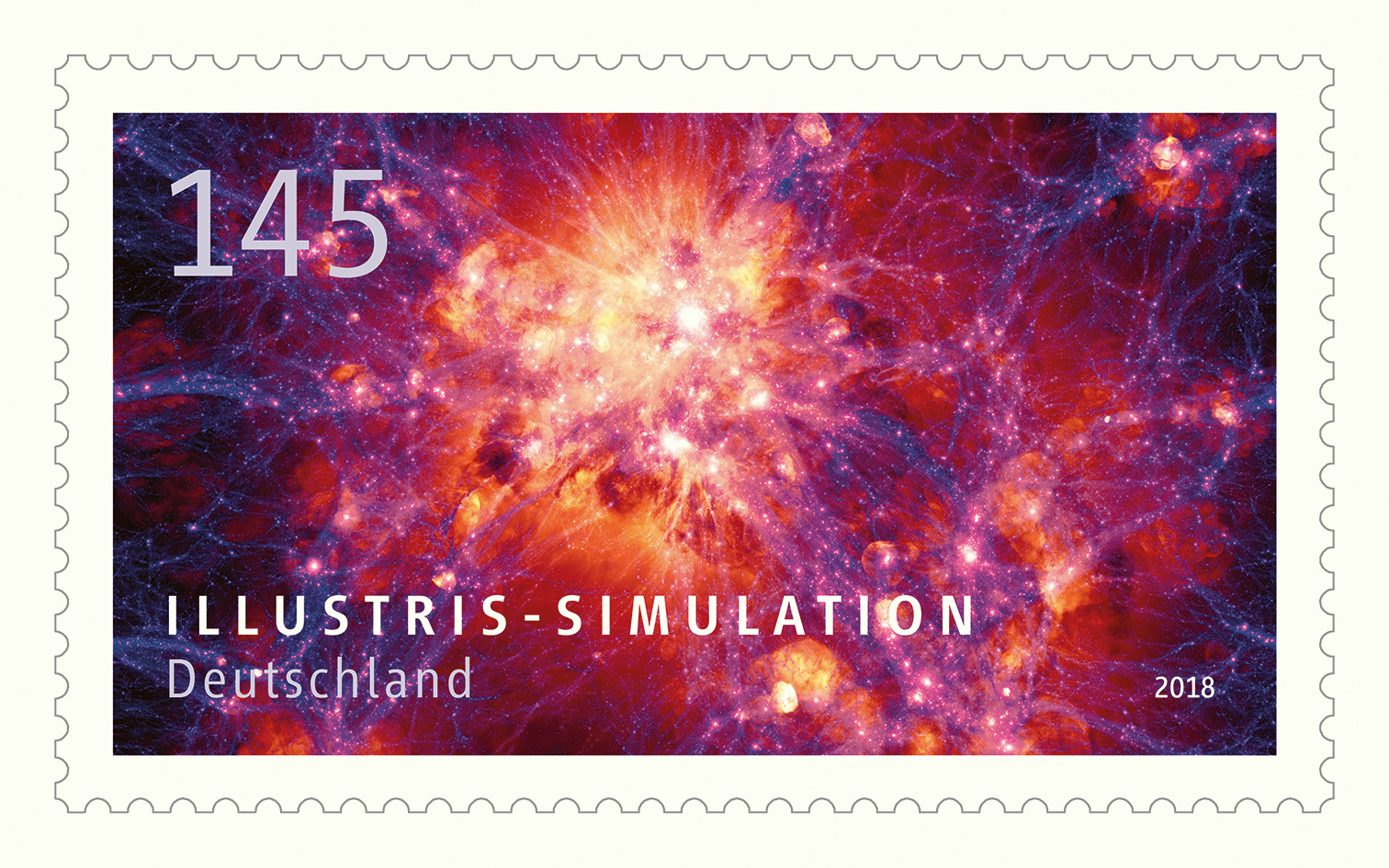
Deutsche Post Sonderbriefmarke zu Ehren des Illustris-Projekts

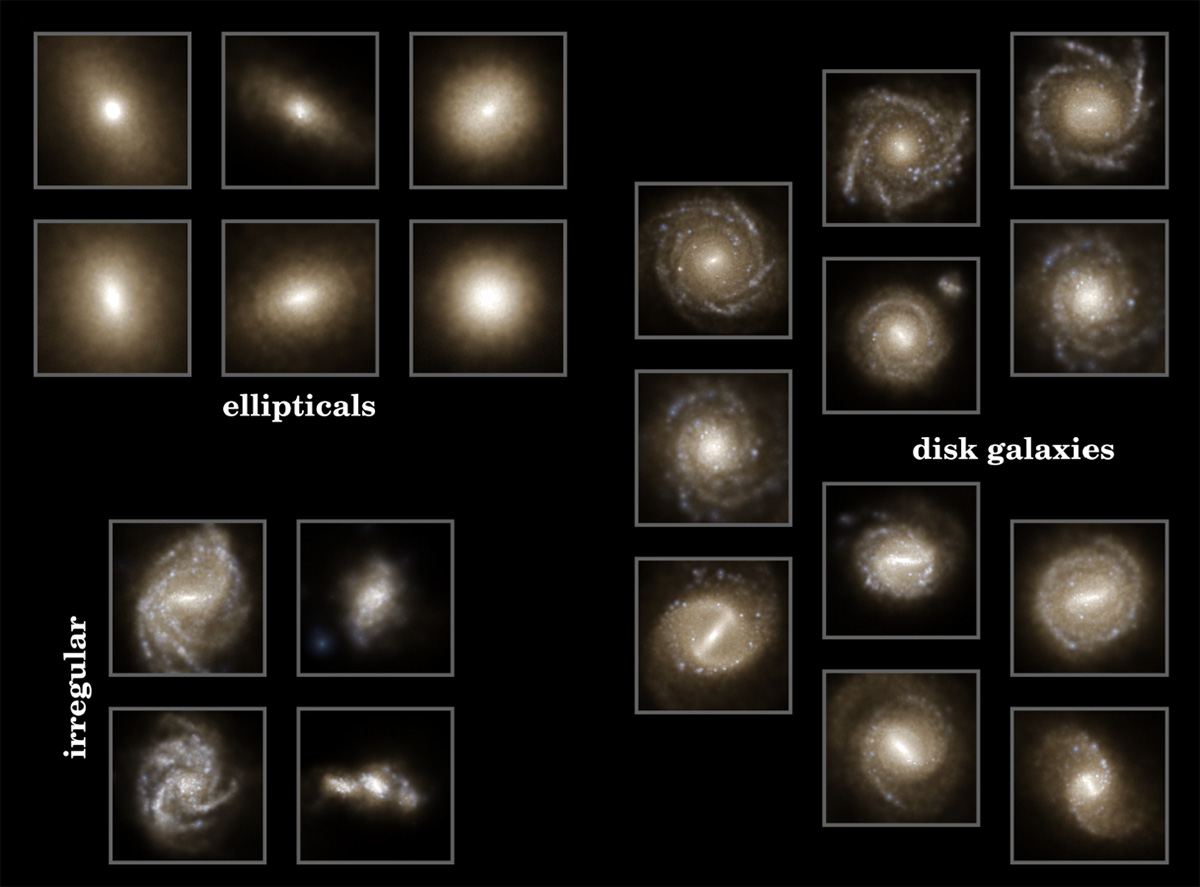
Galaxien der Illustris Simulation

Das Illustris-Projekt ist eine der weltweit größten kontinuierlichen astrophysikalische Simulationsreihen, die ein Team international kooperierender Wissenschaftler seit 2011 durchführt. Ziel ist es, die Prozesse der Entstehung und Entwicklung der Galaxis im Universum anhand eines umfassenden physikalischen Modells zu erforschen. Erste Ergebnisberichte wurden in Fach- und allgemeiner Presse im Jahr 2014 veröffentlicht und die Simulationsergebnisse wurden im April 2015 veröffentlicht. Im Jahr 2018 hat das Illustris-Team ein Update der Illustris-Simulation namens IllustrisTNG (Illustris The Next Generation) veröffentlicht. Hauptverantwortliche Entwickler des Illustris- und IllustrisTNG-Projekts sind die Astrophysiker Volker Springel (Max-Planck-Institut für Astrophysik) und Mark Vogelsberger (Massachusetts Institute of Technology). Das Illustris Simulations-Framework und das Model zur Galaxienenstehung wurden für zahlreiche Spin-Off Projekte verwendet: Auriga (2017), IllustrisTNG (2017), Thesan (2021), MillenniumTNG (2022), und TNG-Cluster (2023).

## Überblick
Die ursprüngliche Idee des Illustris-Projekts stammt von Mark Vogelsberger, der das eigentliche Galaxienentstehungsmodell mit anderen Wissenschaftlern über mehrere Jahre hinweg entwickelt hat. Dieses Modell ist auch die Grundlage der IllustrisTNG Simulationen.
Das Illustris-Projekt umfasst großangelegte kosmologische Simulationen zur Entwicklung des Universums beginnend von den Anfangsbedingungen des Urknalls bis heute, 13,8 Milliarden Jahre später. Das physikalische Modell beruht dabei auf genauesten derzeit verfügbaren Daten und Berechnungen. Durch den Vergleich der Simulationsergebnisse mit den tatsächlichen Beobachtungen des Universums will man dessen Natur besser verstehen, einschließlich der Entstehung von Galaxien, Dunkler Materie und Dunkler Energie.

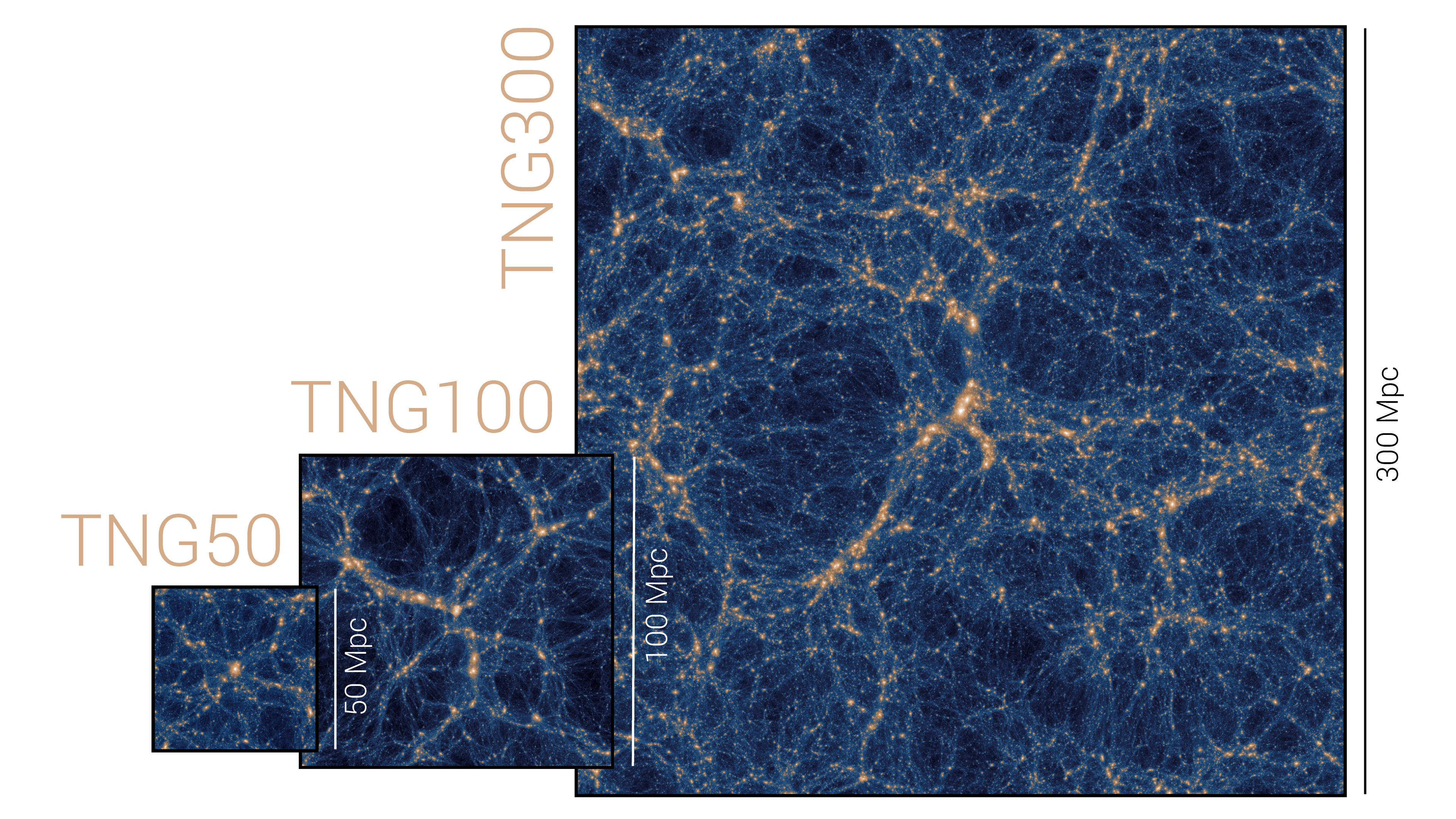
IllustrisTNG Simulation – Nachfolgeprojekt von Illustris basierend auf Updates des Illustris Modells

Bei der Simulation handelt es sich um eine hydrodynamische Simulation der Dunklen Materie und des Gases im Universum. Da bei solchen Simulationen nur der großskalige Fluss von Materie simuliert wird, müssen kleinskalige, lokale astrophysikalische Ereignisse mit globaler Auswirkung künstlich eingebaut werden, indem man die separat untersuchten Auswirkungen auf ihr Umfeld in die Daten einpflegt.
Beim Simulieren des Illustris-Projekts wurden auf diese Weise unter anderem die Auswirkung von  Abkühlung und Photoionisation des Gases, Sternentstehung, Sternenwinde, Supernova-Explosionen und sowohl stellare Schwarze Löcher als auch supermassereiche Schwarze Löcher berücksichtigt.
Die Deutsche Post hat zu Ehren des Illustris Projekts eine Sondermarke im Dezember 2018 veröffentlicht. Illustris ist damit die erste physikalische Computersimulation weltweit, welche eine eigene Briefmarke erhielt.
2018 hat das Illustris-Team um Volker Springel und Mark Vogelsberger die IllustrisTNG Simulationen vorgestellt. Diese stellen ein Update von Illustris dar und basieren auf dem ursprünglichen von Mark Vogelsberger entwickelten Model mit einigen zusätzlichen Verbesserungen. IllustrisTNG stellt aktuell das umfangreichste und genaueste Computermodell unseres Universums dar.

## Berechnung
Die bedeutendste Illustris-Simulation lief auf dem Curie-Supercomputer des Commissariat à l’énergie atomique et aux énergies alternatives (CEA) in Frankreich und dem SuperMUC am Leibniz-Rechenzentrum (LRZ) in Garching bei München, Deutschland. Dafür war ein Lauf von 19 Millionen Computerstunden notwendig, es wurden 8.192 Computerkerne verwendet. Die maximale Speicherauslastung betrug etwa 25 TB RAM und insgesamt wurden 136 Simulations-Snapshots von insgesamt mehr als 230 TB Datenvolumen gespeichert.
Die IllustrisTNG Simulationen, TNG50, TNG100 und TNG300 wurden am Höchstleistungsrechenzentrum Stuttgart auf dem Hazel Hen Supercomputer gerechnet. Insgesamt haben diese Simulationen fast 200 Millionen CPU-Stunden benötigt, und gehören damit zu den größten jemals durchgeführten Computersimulationen. Fast 25.000 Prozessoren haben fast 2 Jahre durchgehend an der Simulation gerechnet. Die IllustrisTNG Simulationen haben insgesamt mehr als 1 PB an Daten erzeugt. Diese sind auf verschiedenen Großrechnern in Europa und den USA gesichert.   
Um die Illustris- und IllustrisTNG-Simulationen auszuführen, wurde das Computerprogramm „Arepo“ verwendet, das Volker Springel, der auch den Gadget-Code geschrieben hat, entworfen hat. Die Bezeichnung ist vom Sator-Quadrat abgeleitet. Dieser Code löst gekoppelte Gleichungen zur Gravitation und Hydrodynamik mittels Diskretisierung des Raums basierend auf einem sich bewegenden Voronoi-Diagramm. Um die Gravitation effizient zu berechnen, wird wie bei derartigen Codes üblich eine Octree-Baumstruktur verwendet. Der Code ist für den Betrieb auf mehreren großen Supercomputern mit Message Passing Interface ausgestattet. Der Arepo-Code wurde für die Illustris- und IllustrisTNG-Simulation um ein sehr umfangreiches von Mark Vogelsberger entwickeltes Galaxienentstehungsmodell erweitert. Dieses modelliert Prozesse wie beispielsweise Sternentstehungen, schwarze Löcher und Supernovae.

## Veröffentlichung
Im April 2015, elf Monate nach den ersten wissenschaftlichen Publikationen, veröffentlichte das Projektteam die Daten aller Simulationen. Sie können von einer dafür eingerichteten Webseite heruntergeladen werden. Dazu zählen Gruppenkataloge einzelner Halos und Subhalos, Snapshots von Daten zu 135 bestimmten Zeitpunkten und diverse ergänzende Datenkataloge. Zusätzlich zum direkten Datendownload wurde eine webbasierte Programmierschnittstelle eingerichtet, um Zugang zur Suche und Extraktion vollständiger Datensätze zu gewähren. Im Dezember 2018 wurden auch die IllustrisTNG-Daten (TNG100, TNG300) veröffentlicht. Das Modell zur Datenveröffentlichen folgt dabei exakt dem Illustris-Ansatz. Allerdings sind die Datenmengen deutlich größer. 
Die Illustris und IllustrisTNG Simulationen stießen auch in der Öffentlichkeit auf sehr großes Interesse aufgrund von Veröffentlichungen in Zeitungen, Fernsehsendungen und Internetportalen. Verschiedenste YouTube-Videos wurden mehrere Millionen Male angesehen. Damit haben derzeit aktuell mehr als eine Milliarde Menschen verschiedene Aspekte der Illustris Simulationen gesehen. Damit stellt das Illustris-Projekt das derzeit bekannteste Simulationsprojekt weltweit dar.